# Sybille Schönrock
Sybille Schönrock, född 28 juli 1964 i Lutherstadt Wittenberg i Sachsen-Anhalt, är en före detta östtysk simmare.
Schönrock blev olympisk silvermedaljör på 200 meter fjäril vid sommarspelen 1980 i Moskva.